# Савко, Николай Аркадьевич
Николай Аркадьевич Савко (1898—1937) — заместитель начальника политического управления Харьковского военного округа, корпусной комиссар (1935).

## Биография
Родился в украинской семье рабочих (в анкетах писал, что русский). Рано начал трудиться, работал слесарем на заводах. После Февральской революции проводил революционную агитацию на предприятиях Москвы. Член РСДРП(б) с мая 1917. В августе того же года вступил в один из отрядов Красной гвардии, с которым участвовал в Октябрьской революции в Москве. В 1918 работал в подполье на территории Украины и готовил выступление рабочих и крестьян против немцев и режима гетмана П. П. Скоропадского. В конце 1918 в партизанском отряде. В начале 1919 организатор вооруженных формирований на территории Екатеринославской губернии. В Красной армии с марта 1919, участник Гражданской войны на Украинском и Южном фронтах, занимал должности политического состава, военкома батальона во 2-й Украинской стрелковой дивизии, помощника военкома 46-го и 42-го кавалерийских полков.
После Гражданской войны на ответственных должностях в кавалерийских соединениях РККА, войсках Украинского и Харьковского военных округов. С 1921 военком 37-го кавалерийского полка 7-й Самарской кавалерийской дивизии. В 1923-1926 слушатель Военно-политического института (с мая 1925 Военно-политической академии) имени Н. Г. Толмачёва. С июля 1926 начальник организационной части политического отдела 4-й Ленинградской кавалерийской дивизии. С ноября 1927 начальник политического отдела 1-й Запорожской кавалерийской дивизии. С декабря 1930 по апрель 1934 помощник командира 1-го конного корпуса по политической части. С апреля 1934 помощник командира по политической части и начальник политического отдела 14-го стрелкового корпуса. С мая 1935 заместитель начальника политического управления Харьковского военного округа.
Делегат XVII съезда ВКП(б).
С января 1937 в распоряжении Управления по командно-начальствующему составу РККА. В мае 1937 по политическому недоверию уволен в запас. Арестован 22 июня 1937. Значится в сталинском списке осуждённого к 1-й категории (расстрелу). Выездной сессией Военной коллегии Верховного суда СССР в г. Харьков 5 октября 1937 по обвинению в участии в военном заговоре приговорён к расстрелу. Расстрелян на следующий день после вынесения обвинительного приговора, 6 октября 1937. Определением Военной коллегии Верховного суда СССР от 9 июля 1957 посмертно реабилитирован.